# Ramanuja (persoon)
Ramanuja (Sriperumbudur (Tamil Nadu), 1017-1137) was een Indiaas filosoof en schriftgeleerde uit de Vedanta-traditie.
Deze tijdgenoot van Sri Shankara is vooral bekend van zijn commentaren op de Brahma Sutras en de Bhagavad gita.

## Werken
- Vaikuntha Gadyam
- Sriranga Gadyam
- Saranagati Gadyam
- Vedartha Sagraha
- Vadanta Saara
- Vedanta Deepa
- Nitya Grantham

- Bibliothèque nationale de France: cb12182706r (data)
- Gemeinsame Normdatei: 118748947
- International Standard Name Identifier: 0000 0001 0192 2144
- Library of Congress Control Number: n80086365
- Bibliotheek van het Japanse parlement: 00621341
- Nationale Bibliotheek van Tsjechië: jn20000720262
- Nationale Bibliotheek van Israël: 987007266808205171
- Nederlandse Thesaurus van Auteursnamen: 070481482
- Système universitaire de documentation: 030407001
- Trove: 1053927
- Virtual International Authority File: 237778710
- WorldCat: E39PBJh8TjTM6cFxCxtQCmd4v3